# Inda
Inda – wieś w Estonii, prowincji Rapla, w gminie Märjamaa.